# Thymus kosteletzkyanus
Thymus kosteletzkyanus är en kransblommig växtart som beskrevs av Philipp Filip Maximilian Opiz. Thymus kosteletzkyanus ingår i släktet timjan, och familjen kransblommiga växter. Inga underarter finns listade i Catalogue of Life.